# Ivica Olić
Ivica Olić (Davor, 14 september 1979) is een Kroatisch voormalig profvoetballer die bij voorkeur als aanvaller speelde. Olić was van 2002 tot 2016 international in het Kroatisch voetbalelftal, waarvoor hij honderdvier interlands speelde en twintig keer scoorde. Nadien werd hij trainer.

## Clubcarrière
Hij tekende in januari 2009 een contract dat hem per juli dat jaar voor drie seizoenen verbond aan Bayern München, dat hem transfervrij inlijfde. In 2002 debuteerde hij in het Kroatisch voetbalelftal, waarvoor hij honderd interlands speelde.
Olić speelde eerder voor onder meer NK Zagreb, Dinamo Zagreb, CSKA Moskou en Hamburger SV. In 2002 werd hij topschutter van - en landskampioen met NK Zagreb. Het jaar daarop won hij beide titels opnieuw, maar ditmaal bij - en met Dinamo Zagreb. In 2005 werd Olić Russisch landskampioen en won hij de Beker van Rusland met CSKA Moskou. In datzelfde jaar veroverde hij met CSKA de UEFA Cup 2004/05.
Op 27 april 2012 werd bekendgemaakt dat Olić transfervrij naar VfL Wolfsburg vertrok, waar hij een contract tekende voor twee jaar.
Olić is afkomstig uit de jeugdopleiding van NK Marsonia. In zijn eerste seizoen speelde de aanvaller negen wedstrijden in het eerste, maar degradeerde daarmee wel naar de tweede Kroatische competitie. Het seizoen daarop begon Olić goals te maken. Ondanks zijn negen doelpunten dat seizoen degradeerde NK Marsonia weer naar een divisie lager. In zijn derde seizoen vertrok Olić naar Duitsland, richting Hertha BSC. In zijn eerste seizoenshelft speelde Olić twee wedstrijden. Na een heel seizoen zonder wedstrijden dat volgde, koos Olić voor een terugkeer naar NK Marsonia, dat inmiddels weer naar de tweede Kroatische divisie was gepromoveerd. In een seizoenshelft scoorde Olić vier keer in dertien wedstrijden en promoveerde de club terug naar de hoogste Kroatische divisie. Na nog een seizoen ging Olić spelen voor NK Zagreb.
Olić speelde in Zagreb bijna elke wedstrijd en scoorde eenendertig doelpunten. Hij werd als topscorer van de Kroatische competitie kampioen met NK Zagreb. Na dit seizoen stapte Olić over naar stadsgenoot en rivaal Dinamo Zagreb.
Olić werd ook met Dinamo Zagreb kampioen en plaatste zich hiermee voor de UEFA Champions League. CSKA Moskou zou de volgende club worden van Olić.

Olić scoorde in zijn eerste seizoen in Rusland zeven keer in tien wedstrijden. Zijn tweede seizoen speelde hij meer en werd hij steeds meer een bepalende speler. In zijn derde seizoen bij de ploeg uit Moskou won hij de beker, de landstitel en de UEFA Cup. Na nog een jaar bij de Russen keer Olić terug naar Duitsland, ditmaal naar Hamburger SV. 

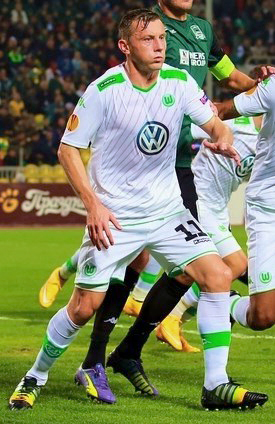
Olić spelend voor VfL Wolfsburg in een wedstrijd tegen FK Krasnodar.

In zijn eerste seizoen in dienst van HSV in de Bundesliga scoorde Olić vijf keer in vijftien wedstrijden. In zijn tweede en derde seizoen nog meer. Hij speelde bijna elke competitiewedstrijd. Na deze drie seizoenen wilde hij zijn contract niet meer verlengen en vertrok hij transfervrij naar FC Bayern München.
Bayern haalde naast Olić ook een andere Kroaat: Danijel Pranjić van sc Heerenveen. In zijn eerste seizoen voor Bayern scoorde hij regelmatig en speelde hij bijna elke wedstrijd. Zijn tweede seizoen verliep minder. In dit seizoen speelde Olić weinig, maar won wel de beker van Duitsland, de landstitel, werd Kroatisch voetballer van het jaar en tweede met Bayern in de UEFA Champions League. Zijn derde seizoen verliep nog moeizamer. Olić speelde eigenlijk alleen als er spelers geblesseerd waren. Het seizoen daarna gaf hetzelfde beeld, Hierna verliet Olić Bayern transfervrij voor VFL Wolfsburg. Met Bayern München bereikte Olić twee finales van de UEFA Champions League in drie jaar.
Olić tekende op 26 april 2012 een contract voor twee jaar bij VfL Wolfsburg. Een aanbod van SS Lazio sloeg de Kroaat af, omdat hij graag in Duitsland wilde blijven. Daarnaast weigerde Olić om te blijven bij de club uit München, ondanks aandringen van Jupp Heynckes.
Olić keerde in januari 2015 terug naar Hamburger SV. Hier tekende hij deze keer een contract voor anderhalf jaar, met een optie voor een extra seizoen. Olić debuteerde voor Hamburger SV op 31 januari 2015 tegen 1. FC Köln. De thuiswedstrijd eindigde in een 0-2 verlies voor de ploeg van Olić, die na duizendnegenenzeventig dagen voor het eerst weer het tenue van Hamburger SV aanhad.
Hij tekende in juli 2016 een contract tot medio 2017 bij TSV 1860 München. Nadat het contract was afgelopen beëindigde hij zijn loopbaan als profvoetballer en ging kort daarna aan de slag als assistent bij het Kroatisch voetbalelftal. In april 2021 werd hij hoofdtrainer van CSKA Moskou,

## Cluboverzicht

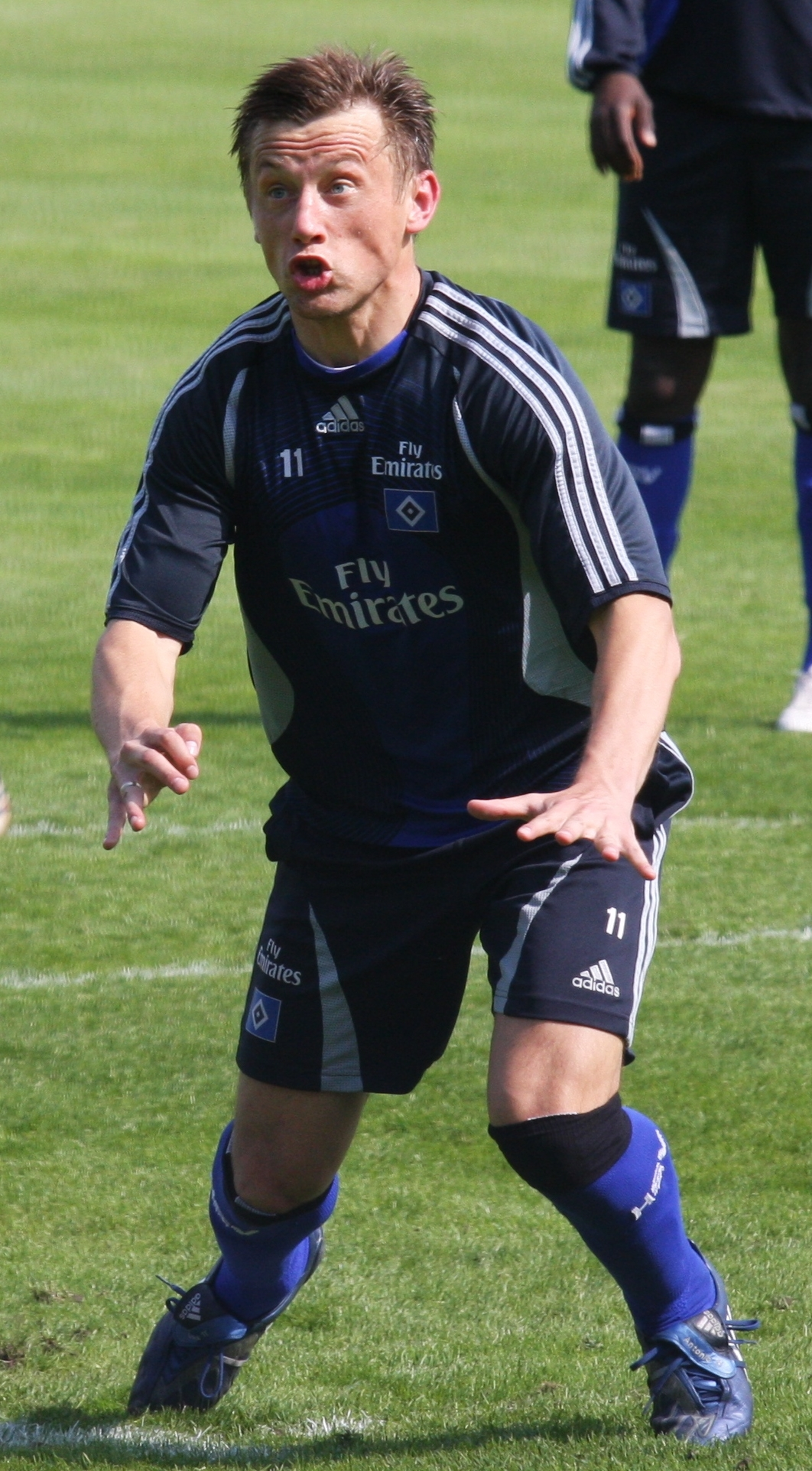
Olić met Hamburger SV tijdens een training tijdens zijn eerste periode bij de club.

| Seizoen                           | Club              | Competitie    | Wedstrijden | Doelpunten |
| --------------------------------- | ----------------- | ------------- | ----------- | ---------- |
| 1996/97                           | NK Marsonia       | Prva HNL      | 9           | 0          |
| 1997/98                           | NK Marsonia       | Druga HNL     | 24          | 9          |
| 1998/99                           | NK Marsonia       | Treća HNL     | 9           | 8          |
| 1998/99                           | Hertha BSC        | Bundesliga    | 2           | 0          |
| 1999/00                           | Hertha BSC        | Bundesliga    | 0           | 0          |
| 1999/00                           | NK Marsonia       | Druga HNL     | 13          | 4          |
| 2000/01                           | NK Marsonia       | Prva HNL      | 29          | 17         |
| 2001/02                           | NK Zagreb         | Prva HNL      | 29          | 21         |
| 2002/03                           | Dinamo Zagreb     | Prva HNL      | 27          | 16         |
| 2003                              | FK CSKA Moskou    | Premjer-Liga  | 10          | 7          |
| 2004                              | FK CSKA Moskou    | Premjer-Liga  | 24          | 9          |
| 2005                              | FK CSKA Moskou    | Premjer-Liga  | 20          | 10         |
| 2006                              | FK CSKA Moskou    | Premjer-Liga  | 24          | 9          |
| 2006/07                           | Hamburger SV      | Bundesliga    | 15          | 5          |
| 2007/08                           | Hamburger SV      | Bundesliga    | 32          | 14         |
| 2008/09                           | FC Bayern München | Bundesliga    | 31          | 10         |
| 2009/10                           | FC Bayern München | Bundesliga    | 29          | 11         |
| 2010/11                           | FC Bayern München | Bundesliga    | 6           | 0          |
| 2011/12                           | FC Bayern München | Bundesliga    | 20          | 2          |
| 2012/13                           | VfL Wolfsburg     | Bundesliga    | 32          | 9          |
| 2013/14                           | VfL Wolfsburg     | Bundesliga    | 32          | 14         |
| 2014/15                           | VfL Wolfsburg     | Bundesliga    | 14          | 5          |
| 2014/15                           | Hamburger SV      | Bundesliga    | 16          | 2          |
| 2015/16                           | Hamburger SV      | Bundesliga    | 9           | 0          |
| 2016/17                           | TSV 1860 München  | 2. Bundesliga | 30          | 5          |
| Laatst bijgewerkt op 25 juni 2017 |                   |               |             |            |

## Interlandcarrière
Olić behoorde onder meer tot de Kroatische nationale selecties die deelnamen aan het WK 2002 en het WK 2006.
Op 29 mei 2012 maakte coach Slaven Bilić de 23 definitieve spelers bekend die Kroatië zullen vertegenwoordigen op het Europees kampioenschap voetbal 2012 in Polen en Oekraïne, inclusief Olić. In de vriendschappelijke wedstrijd tegen Noorwegen op 2 juni raakte Olić geblesseerd aan zijn dijbeen en de Kroatische voetbalbond meldde op 4 juni dat hij het Europees kampioenschap in Oekraïne en Polen niet zal bijwonen. Zijn vervanger was Nikola Kalinić.
In zijn 90e interland voor Kroatië tegen Zwitserland op 5 maart 2014 scoorde Olić twee goals, wat zorgde voor een 2-2 gelijkspel.
Olić werd door bondscoach Niko Kovač opgenomen in de Kroatische selectie voor het wereldkampioenschap in Brazilië. Als aanvaller op de linkerflank speelde hij naast Nikica Jelavić in de openingswedstrijd van het toernooi tegen Brazilië (3–1 verlies). Olić speelde ook in de wedstrijden tegen Kameroen en Mexico, waar hij één keer scoorde in de 4-0 overwinning op Kameroen.
De EK-kwalificatiewedstrijd tegen Italië op 16 november 2014 was de honderdste wedstrijd van Olić voor Kroatië. Hij werd opgeroepen in mei 2015 door de Kroatische bondscoach voor de vriendschappelijke wedstrijd tegen Gibraltar en de EK-kwalificatiewedstrijd tegen Italië op respectievelijk 7 juni en 12 juni 2015. Olić startte in de basis tegen de Azzurri, maar werd later in de wedstrijd vervangen door Ante Rebić.
Olić beëindigde zijn interlandloopbaan in maart 2016. De aanvaller, kondigde zijn afscheid aan in een open brief. "Kroatië stond bij mij altijd bovenaan. Dat zal niet veranderen. Ik wens mijn nationale ploeg alle succes in Frankrijk en zal de grootste fan zijn van Kroatië", schreef Olić, die in 104 interlands twintig keer wist te scoren. Op 13 oktober 2015 (1-0 winst) speelde hij tegen Malta zijn laatste interland.

## Erelijst
| Competitie          |               |                           |               |               |
| Competitie          | Aantal        | Jaren                     |               |               |
| Hertha BSC II       | Hertha BSC II | Hertha BSC II             | Hertha BSC II | Hertha BSC II |
| ------------------- | ------------- | ------------------------- | ------------- | ------------- |
| NOFV-Oberliga       | 1x            | 1998/99                   |               |               |
| NK Marsonia         |               |                           |               |               |
| 2. HNL              | 1x            | 1999/00                   |               |               |
| NK Zagreb           |               |                           |               |               |
| 1. HNL              | 1x            | 2001/02                   |               |               |
| Dinamo Zagreb       |               |                           |               |               |
| 1. HNL              | 1x            | 2002/03                   |               |               |
| Kroatische Supercup | 1x            | 2003                      |               |               |
| CSKA Moskou         |               |                           |               |               |
| UEFA Cup            | 1x            | 2004/05                   |               |               |
| Premjer-Liga        | 3x            | 2002/03, 2004/05, 2005/06 |               |               |
| Beker van Rusland   | 2x            | 2004/05, 2005/06          |               |               |
| Russische supercup  | 2x            | 2004, 2006                |               |               |
| Hamburger SV        |               |                           |               |               |
| UEFA Intertoto Cup  | 1x            | 2007                      |               |               |
| Bayern München      |               |                           |               |               |
| Bundesliga          | 1x            | 2009/10                   |               |               |
| DFB-Pokal           | 1x            | 2009/10                   |               |               |
| DFL-Supercup        | 1x            | 2010                      |               |               |

Individueel
- Kroatisch voetballer van het jaar: 2009, 2010